# Jayne Mansfield
Jayne Mansfield (tên khai sinh: Vera Jayne Palmer, 19 tháng 4 năm 1933 - 29 tháng 6 năm 1967) là một nữ diễn viên điện ảnh, diễn viên sân khấu và truyền hình người Mỹ. Cô cũng là một nghệ sĩ biểu diễn ở hộp đêm và ca sĩ, và là một trong những Playboy Playmates ban đâu. Cô là một biểu tượng sex quan trọng của Hollywood thập niên 1950 và đầu thập niên 1960. trong các bộ phim của 20th Century Fox, cùng với Marilyn Monroe. Cô cũng được biết đến với cuộc sống cá nhân được công chúng biết rõ và những chiêu quảng cáo, chẳng hạn như lộ hàng.
Trong khi sự nghiệp điện ảnh của Mansfield chỉ tồn tại trong một thời gian ngắn, cô đã có nhiều thành công về mặt doanh thu và đã nhận được một giải Theatre World và một giải Quả cầu vàng. Cô đã rất thành công trong vai diễn nữ diễn viên hư cấu Rita Marlowe, cả trong phiên bản Broadway 1955-1956 và phiên bản của Hollywood năm 1957 của Will Success Spoil Rock Hunter?. Những bộ phim lớn khác của cô là The Girl Can't Help It (1956), The Wayward Bus (1957), and Too Hot to Handle (1960). Trong bộ phim khai thác đề tài tình dục Promises! Promises! (1963), cô trở thành nữ diễn viên người Mỹ đầu tiên có vai diễn viên khỏa thân trong một bộ phim Hollywood. Nghệ danh của Mansfield đến từ người chồng đầu tiên, chuyên gia quan hệ công chúng Paul Mansfield. Năm 1967, Mansfield đã bị tử nạn trong một tai nạn xe hơi ở tuổi 34, cùng với hai người khác.

## Tiểu sử
Jayne Mansfield có tên lúc sinh là Vera Jayne Palmer vào ngày 19 tháng 4 năm 1933 tại Bryn Mawr, Pennsylvania. Cô là con duy nhất của Herbert William Palmer (1904-1936), người gốc Đức và Anh, và Vera (tên là Jeffrey) Palmer (1903-2000), gốc Anh. Cô thừa kế hơn 90.000 đô la Mỹ từ ông ngoại Thomas ($913.000 tại thời điểm ngày nay) và hơn 36.000 đô la Mỹ từ bà ngoại, Beatrice Mary Palmer, năm 1958 ($365.000 tại thời điểm ngày nay).
Cô đã trải qua thời thơ ấu ở Phillipsburg, New Jersey,, nơi cha cô là một luật sư cùng hành nghề với thống đốc bang New Jersey trong tương lai Robert B. Meyner. Năm 1936, cha cô, Herbert William Palmer chết vì đau tim trong khi lái xe với vợ và con gái. Năm 1939 Vera kết hôn với kỹ sư bán hàng Harry Lawrence Peers, và gia đình chuyển đến Dallas, Texas,, nơi cô được biết đến với tên Vera Jayne Peers.
Khi còn là một đứa trẻ, cô bé mong muốn trở thành một ngôi sao Hollywood như Shirley Temple, cũng như nhiều cô bé khác trong thời của cô. Cô tốt nghiệp trường Trường trung học Highland Park năm 1950. Ở tuổi 12, cô đã học khiêu vũ trong phòng. Trong khi học trung học, Palmer đã học violin, piano và viola. Cô cũng học tiếng Tây Ban Nha và tiếng Đức. Cô thường xuyên nhận được B cao ở trường học, bao gồm cả toán học.
Cô kết hôn với Paul James Mansfield vào ngày 10 tháng 5 năm 1950. Con gái của họ, Jayne Marie Mansfield, sinh ngày 8 tháng 11 năm 1950. Sau khi kết hôn, Mansfield và chồng của cô theo học tại Đại học Southern Methodist để nghiên cứu về diễn xuất. Năm 1951, cô chuyển đến Austin, Texas, cùng chồng cô, và học văn chương tại Đại học Texas tại Austin, cho đến năm nhất. Ở đó, cô làm việc như người mẫu khỏa thân cho các lớp học nghệ thuật, bán sách bằng cách gõ cửa từng nhà và làm việc như một nhân viên tiếp tân của một phòng khiêu vũ. Cô cũng tham gia Curtain Club, một xã hội sân khấu nổi tiếng với Tom Jones, Harvey Schmidt, Rip Torn và Pat Hingle trong số các thành viên của thời đó.
Năm 1952, cô chuyển về Dallas và là sinh viên trong vài tháng của nam diễn viên Baruch Lumet, cha của đạo diễn Sidney Lumet và là người sáng lập Viện Nghệ thuật biểu diễn Dallas. Lumet gọi Mansfield và Rip Torn là những "đứa trẻ" của mình, và dạy những bài học riêng cho hai người. Sau đó, cô trải qua một năm tại trại Gordon, Georgia (cơ sở huấn luyện của Quân đội Hoa Kỳ) trong khi Paul Mansfield phục vụ trong quân dự bị Lục quân Hoa Kỳ trong chiến tranh Triều Tiên.
Họ chuyển đến Los Angeles vào năm 1954, nơi Mansfield học Nghệ thuật Sân khấu tại Đại học California, Los Angeles (UCLA) trong mùa hè, và quay trở về Texas để trải qua mùa thu ở Đại học Southern Methodist. Cô đã có thể duy trì mức trung bình B, giữa nhiều nghề vặt, bao gồm bán bỏng ngô tại Nhà hát Stanley Warner, dạy khiêu vũ, bán bánh kẹo tại rạp chiếu phim, người mẫu bán thời gian tại Blue Book Model Agency, và làm việc như một nhiếp ảnh gia tại Esther Williams' Trails Restaurant.